# 双顺反子病毒科
双順反子病毒科（學名：Dicistroviridae）是小核糖核酸目（病毒）里面的一个科。

## 分類
- 急性蜜蜂麻痹病毒屬（Aparavirus）
代表種：急性蜜蜂麻痹病毒（Acute bee paralysis virus）
- 蟋蟀麻痺病毒屬（Cripavirus）
代表種：蟋蟀麻痺病毒（Cricket paralysis virus）
- 锥猎蝽病毒属（Triatovirus）
代表種：锥猎蝽病毒（Triatoma virus）